# Macclesfield Forest
Macclesfield Forest – wieś w Anglii, w Cheshire. Leży 5,9 km od miasta Macclesfield, 57,1 km od miasta Chester i 234,1 km od Londynu. W latach 1870–1872 osada liczyła 242 mieszkańców.